# Georgij Alekszandrovics Jarcev
Georgij Alekszandrovics Jarcev, oroszul: Гео́ргий Алекса́ндрович Я́рцев (Nyikolszkoje, 1948. április 11. – 2022. július 15.) orosz labdarúgóedző, korábban szovjet válogatott labdarúgó.
Az orosz labdarúgó válogatottat szövetségi kapitányként irányította 2003 és 2005 között és kivezette a 2004-es Európa-bajnokságra.

## Sikerei, díjai

### Játékosként
CSZKA Moszkva
- Szovjet bajnok (1): 1970

Szpartak Moszkva
- Szovjet bajnok (1): 1979

Egyéni
- A szovjet bajnokság gólkirálya (1): 1978 (19 gól)

### Edzőként
Szpartak Moszkva
- Orosz bajnok (1): 1996

## Statisztika

### Mérkőzései a szovjet válogatottban
| Szovjetunió | Szovjetunió         | Szovjetunió                     | Szovjetunió  | Szovjetunió | Szovjetunió | Szovjetunió  | Szovjetunió | Szovjetunió |
| #           | Dátum               | Helyszín                        | Hazai        | Eredmény    | Vendég      | Kiírás       | Gólok       | Esemény     |
| ----------- | ------------------- | ------------------------------- | ------------ | ----------- | ----------- | ------------ | ----------- | ----------- |
| 1.          | 1978. szeptember 6. | Teherán, Arjamehr Stadion       | Irán         | 0 – 1       | Szovjetunió | barátságos   | -           | 55'         |
| 2.          | 1978. október 5.    | Ankara, 19 Mayıs Stadion        | Törökország  | 0 – 2       | Szovjetunió | barátságos   | -           | 73'         |
| 3.          | 1978. október 11.   | Budapest, Népstadion            | Magyarország | 2 – 0       | Szovjetunió | Eb-selejtező | -           | 65'         |
| 4.          | 1979. szeptember 5. | Moszkva, Központi Lenin Stadion | Szovjetunió  | 1 – 0       | NDK         | barátságos   | -           | 46'         |
| 5.          | 1979. október 14.   | Moszkva, Központi Lenin Stadion | Szovjetunió  | 3 – 1       | Románia     | barátságos   | -           | 65'         |
|             | Összesen            |                                 |              | 5           | mérkőzés    |              | 0           | gól         |